# 50 (nombre)
« Cinquante » redirige ici. Pour l'année, voir 50.
Le nombre 50 (cinquante) est l'entier naturel qui suit 49 et qui précède 51.

## En mathématiques
Le nombre 50 est :
- le plus petit nombre qui peut être écrit comme la somme de deux carrés de deux manières distinctes : 50 = 1² + 7² = 5² + 5²,
- un nombre composé deux fois   brésilien (ou 2-brésilien) car 50 = 559 = 2224,
- la somme de trois carrés, 50 = 3² + 4² + 5²,
- un nombre pyramidal hexagonal,
- un nombre Harshad,
- Il n'y a pas de solution pour l'équation {\displaystyle \varphi (x)=50\,}, indiquant 50 comme un nombre nontotient. Il n'y a pas de solution non plus pour l'équation {\displaystyle x-\varphi (x)=50\,}, indiquant 50 comme un nombre noncototient.

## Dans d'autres domaines
Le nombre 50 est aussi :
- L'âge atteint par un quinquagénaire.
- Le numéro atomique de l'étain, un métal pauvre.
- le numéro de la sourate Qaf dans le Coran.
- Le cinquième nombre magique.
- 50 hertz, la fréquence adoptée dans les réseaux de distribution électrique européens.
- Le nombre traditionnel d'années pour un jubilé.
- Le nombre de nuances de gris dans la trilogie de E. L. James.
- Le nombre d'États dans les États-Unis (depuis 1959).
- En millimètres, la distance focale d'une lentille normale pour une photographie de 35 mm.
- Le pourcentage équivalent à un demi, donc, les phrases « fifty-fifty » ou « cinquante-cinquante »  expriment communément quelque chose divisé en deux, ou un évènement d'une probabilité d'un demi.
- Aux États-Unis, la dénomination du billet en $ US où figure le portrait d'Ulysses S. Grant, la dénomination des bons d'épargne où figure le portrait de George Washington, et la dénomination des bons du trésor où figure le portrait de Thomas Jefferson.
- La dénomination de la pièce de cents de $ US où figure le portrait de John F. Kennedy.
- En Europe, le quatrième billet d'euros où figure un pont d'époque Renaissance.
- Cinquante est le nombre figurant sur la troisième pièce dorée des centimes d'euros. En France, la semeuse est représentée sur son verso.
- La vitesse limite en France, en Suisse, en Belgique à laquelle on doit rouler en agglomération (en km/h).
- En France et en Belgique, le nombre d'années de mariage des noces d'or.
- Le no  du département français de la Manche.
- Années historiques : -50, 50 ou 1950.
- Ligne 50